# Phaulotypus socotranus
Phaulotypus socotranus is een rechtvleugelig insect uit de familie Thericleidae. De wetenschappelijke naam van deze soort is voor het eerst geldig gepubliceerd in 1957 door Popov.